# Kreuzkirche (Hannover)

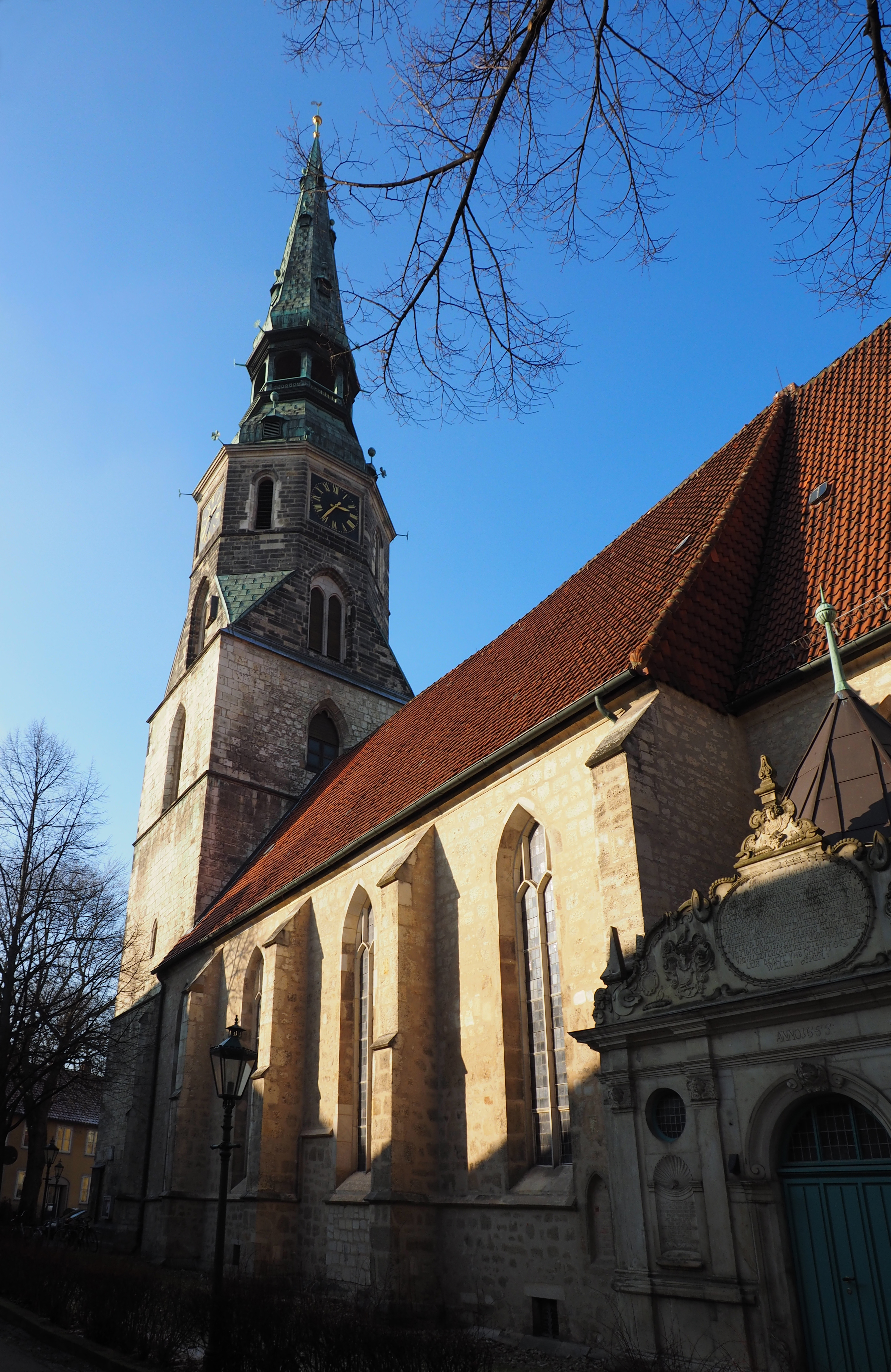
Kreuzkirche in Hannover mit Duve-Kapelle

Die evangelisch-lutherische Kreuzkirche (Schloss- und Stadtkirche St. Crucis) ist die nordwestliche der drei hannoverschen Altstadtkirchen (die beiden anderen sind Marktkirche und Aegidienkirche). Sie steht im Kreuzkirchenviertel in der Altstadt von Hannover.

## Geschichte
Die Kreuzkirche geht auf die 1284 von der hannoverschen Marktkirchengemeinde abgeteilte Pfarrei zurück. Ihre Gottesdienste fanden zunächst in der Kirche des nahen Heiligen-Geist-Spitals (an der nördlichen Mündung von Knochenhauerstraße und Schmiedestraße) statt, die heute nicht mehr vorhanden ist. Der heutige Bau wurde 1333 als Kirche St. Spiritus et Crucis geweiht in Form einer einschiffigen, gotischen, vierjochigen Hallenkirche mit Kreuzgewölben und einjochigem 5/8-Chor.
1496/1497 wurde an die Nordseite des Kirchenschiffes die St. Annenkapelle angebaut. Während die Kirche aus Naturstein gebaut war, entstand die Kapelle, bei gleicher Traufhöhe und ebenfalls steilem Satteldach, aus Backstein im sogenannten Klosterformat (etwa 8/13/28 Zentimeter). Die Ostseite der St. Annenkapelle erhielt einen gotischen Treppengiebel als Abschluss. Hier befindet sich noch heute ein Stein, der ein von zwei Engeln getragenes Kleeblatt – ein Teil des hannoverschen Stadtwappens – zeigt. Neben dem Hauptportal der Kreuzkirche sind in Augenhöhe markante Steinmetzmarken zu sehen sowie auf der Südseite des Turmes weitere Marken und Spolien.
1560 erfolgte, um einen gestiegenen Platzbedarf zu decken, ein einschneidender Umbau der Kirche. Zwischen den Fenstern der Nordwand wurden schwere Pfeiler hochgemauert und die Nordwand zur Kapelle hin durchbrochen. Damit hatte man im Untergeschoss der Kapelle die Sakristei mit der bekannten Bibliothek sowie ein neues Seitenschiff mit der Empore für den Schülerchor geschaffen. 1591 war bereits eine Zwischendecke in die Kapelle eingebaut und auf der Ostseite ein runder Treppenturm errichtet worden. Dies war eine dringende Notwendigkeit für die neue lutherische Liturgie.

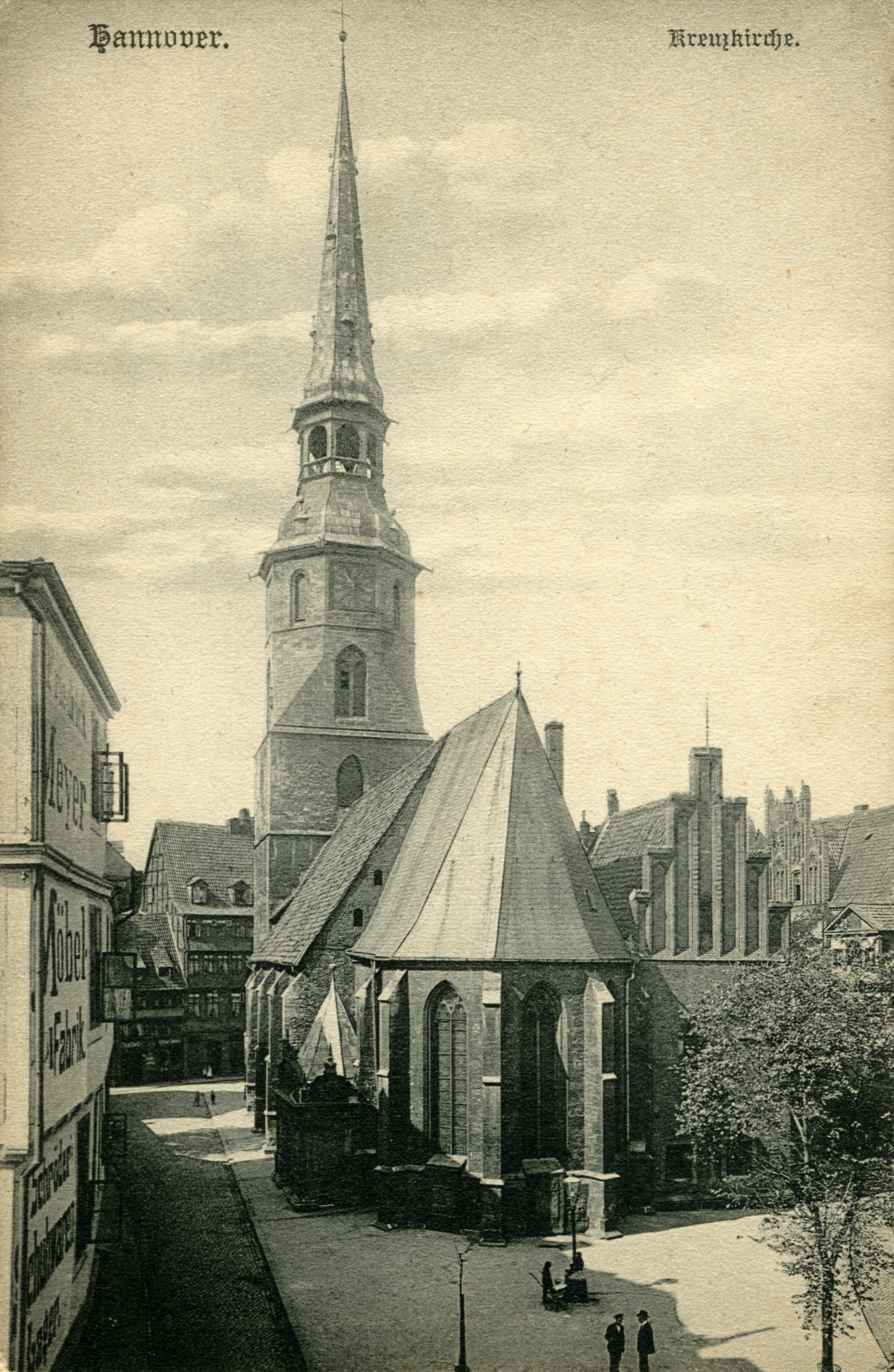
Um 1900: Blick in Richtung Kreuzklappe;
Ansichtskarte Nummer „1034“ von Karl F. Wunder

Die Turmspitze der Kreuzkirche wurde 1630 bei einem Sturm zerstört und 1652/1653 auf Initiative und durch Finanzierung von Johann Duve als barocker Turm wieder errichtet. 1655 konnte sich Ratsherr Duve deshalb auch eine eigene Grabkapelle an die Südseite des Chors bauen lassen. Dabei handelte es sich um einen eingeschossigen Sandsteinbau mit prächtiger, aufwendiger Schaufassade. Außerdem hat der Bau eine mittige Rundbogentür, Muschelnischen, eingerahmt von Pilastern mit Puttenkapitellen, die oben von Schweifwerkgiebeln mit Spruchtafeln und den Wappen der Familien gekrönt sind.
Das Innere der Kreuzkirche, die anfangs bis zu 19 Altäre beherbergte, wurde im Laufe der Jahrhunderte häufig umgebaut. So wurde 1594 eine steinerne Renaissancekanzel durch Claus von Münchhausen errichtet, die jedoch schon 1658 wieder entfernt wurde. Die Kanzel kam später in die Kirche nach Lauenau, wo sie sich noch heute befindet.
1675 erhielt der Kirchenraum eine Chorschranke, 1692 eine Prieche im oberen Seitenschiff. Die durch den Hofbildhauer Ziesenis reich geschnitzte Hängekanzel von 1758 überstand den Zweiten Weltkrieg nicht. Die Neogotisierung verbrannte ebenso wie die Orgel von 1910. Bereits 1822/1823 erlitten die übrig gebliebenen mittelalterlichen und nachreformatorischen Artefakte das gleiche Schicksal wie die der beiden anderen gotischen Kirchen. Sie wurden ausgeräumt, verkauft oder vernichtet. Lediglich das Taufbecken blieb erhalten.
1851 gründete der Anwalt und Publizist Adolf Mensching gemeinsam mit „anderen Mitgliedern des Volksvereins innerhalb der [...] Kreuzkirchengemeinde den »Verein für religiösen Fortschritt«“ mit der „Norddeutschen Volkszeitung“ als Vereinsorgan.
Im Herbst 1873 wurde als Nachfolger von Ludwig Adolf Petri der Pastor F. Wilhelm Th. Höpfner aus Osterode gewählt.
1943 wurde die Kreuzkirche bei einem der großen Luftangriffe auf Hannover bis auf Mauern, Dachstuhl und Duvekapelle zerstört. Sie wurde zwischen 1959 und 1961 durch Ernst Witt wieder aufgebaut (ohne Seitenschiff und Annenkapelle). An der Nordseite wurde 1961 eine kleine Sakristei angefügt, in der die serbisch-orthodoxe Gemeinde des heiligen Sava bis 1995 Gottesdienst feierte. Weil eine Wiederherstellung der Schlosskirche im Leineschloss ausschied, erhielt die Schlosskirchengemeinde die Kreuzkirche 1960 als neues Gotteshaus. Sie nannte sich anschließend „Schloß- und Stadtkirche St. Crucis“.
Die Kreuzkirchengemeinde wurde zusammen mit der Aegidienkirche 1982 ein Teil der Marktkirche. Seit etlichen Jahren werden die Gottesdienste am Sonntag meist von der Evangelischen Studierendengemeinde gestaltet. Die Marktkirchengemeinde ist sowohl für den Bau wie für alles Weitere, z. B. die Konzerte und Ausstellungen, verantwortlich. In der Kreuzkirche werden Kirchenpädagogik und Führungen angeboten sowie Konzerte und Veranstaltungen.

## Beschreibung

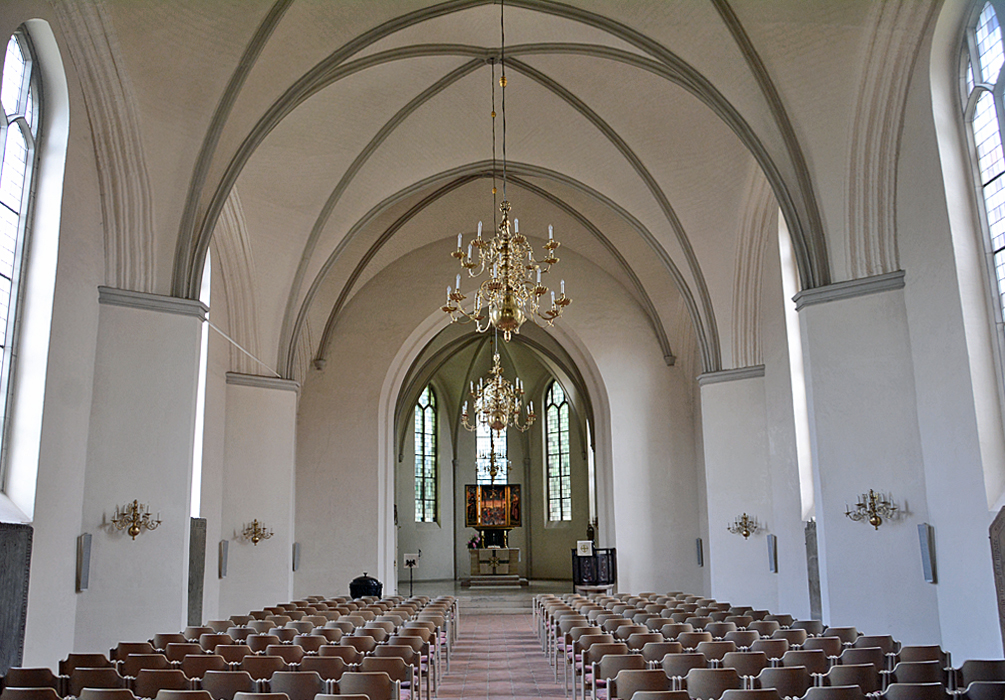
Inneres der Kreuzkirche

Der Baukörper ist knapp 23 m lang und 6,5 m breit. Die Traufhöhe des Schiffes beträgt etwa 10 Meter und die Turmhöhe rund 70 m. Der mittelalterliche, ursprüngliche Turm hatte eine schlanke achteckige Spitze.
Das Innere der Kreuzkirche ist schlicht gehalten. Wichtigster Schmuck ist das Altargemälde von Lucas Cranach d. Ä. (vor 1537). Es befand sich ursprünglich in der Schlosskirche im Leineschloss, für die es Herzog Johann Friedrich im Jahr 1675(?) aus dem Einbecker Alexanderstift erwarb.
Das bronzene Taufbecken von etwa 1410 ist sehr wahrscheinlich eine Hildesheimer Arbeit. Es ist ein runder Kessel, von drei knienden Männern getragen, bei denen es sich vermutlich um die Bronzegießer aus Hildesheim handelt. Das Taufbecken zeigt in einer Arkatur von acht Feldern plastisch gestaltete Heiligenfiguren und ein Kreuzigungsmotiv, wobei es sich um eine Meisterarbeit des 15. Jahrhunderts handelt.
Die drei Kronleuchter stammen aus der Ägidienkirche, aus der sie vor den Bombenangriffen im Zweiten Weltkrieg noch rechtzeitig ausgelagert werden konnten. Sie wurden im 17. und 18. Jahrhundert in Messing gegossen.
Auch die an den Wänden angebrachten Grabsteine sind von künstlerischer, historischer und besonderer ikonographischer Bedeutung. Dazu gehören zwei Grabplatten aus dem Mittelalter. Es handelt sich um einen Grabstein für den Stadthauptmann Dietrich von Rinteln († 1321), der den Verstorbenen in einem langen Mantel und mit seinem Wappenschild – die Umschrift in gotischen Majuskeln – zeigt. Es ist das älteste erhaltene Grabdenkmal in Hannover.
Das andere Grabmal ist das von Stadthauptmann Johannes von Stenhus († 1332) und seiner Ehefrau Hildegardis († 1335) samt ihrer vielköpfigen Schar von Söhnen und Töchtern. Es ist eventuell das erste Grabdenkmal mit der Darstellung einer Familie in Deutschland. Die abgebildeten Personen weisen individuelle Züge auf und sind altersmäßig einzuordnen. Dies war im frühen 14. Jahrhundert bei menschlichen Abbildungen nicht üblich. Die Platten fand der hannoversche Stadtarchäologe und Museumsdirektor Helmut Plath 1949 in den Trümmern des Leineschlosses. Dort hatten sie in der Schlosskirche als Wand- sowie Fußbodenplatten gedient. Ein beeindruckender Stein an der äußeren Nordostseite ist das Epitaph für den Kaufmann Berendt Duve (* 1634), einen Neffen von Johann Duve. Im Familienwappen ist zweimal die Taube (niederdeutsch: Duve) zu erkennen.
Teile der mittelalterlichen Grüfte, in denen historische Knochenfunde aus Hannover verwahrt werden, sind erhalten geblieben. Sie dienten im Zweiten Weltkrieg als Luftschutzräume. Derzeit ist die Gruft unter der Kreuzkirche weitgehend leer und ist für die Öffentlichkeit im Rahmen von Führungen und kirchenpädagogischen Veranstaltungen zugänglich.

### Orgel

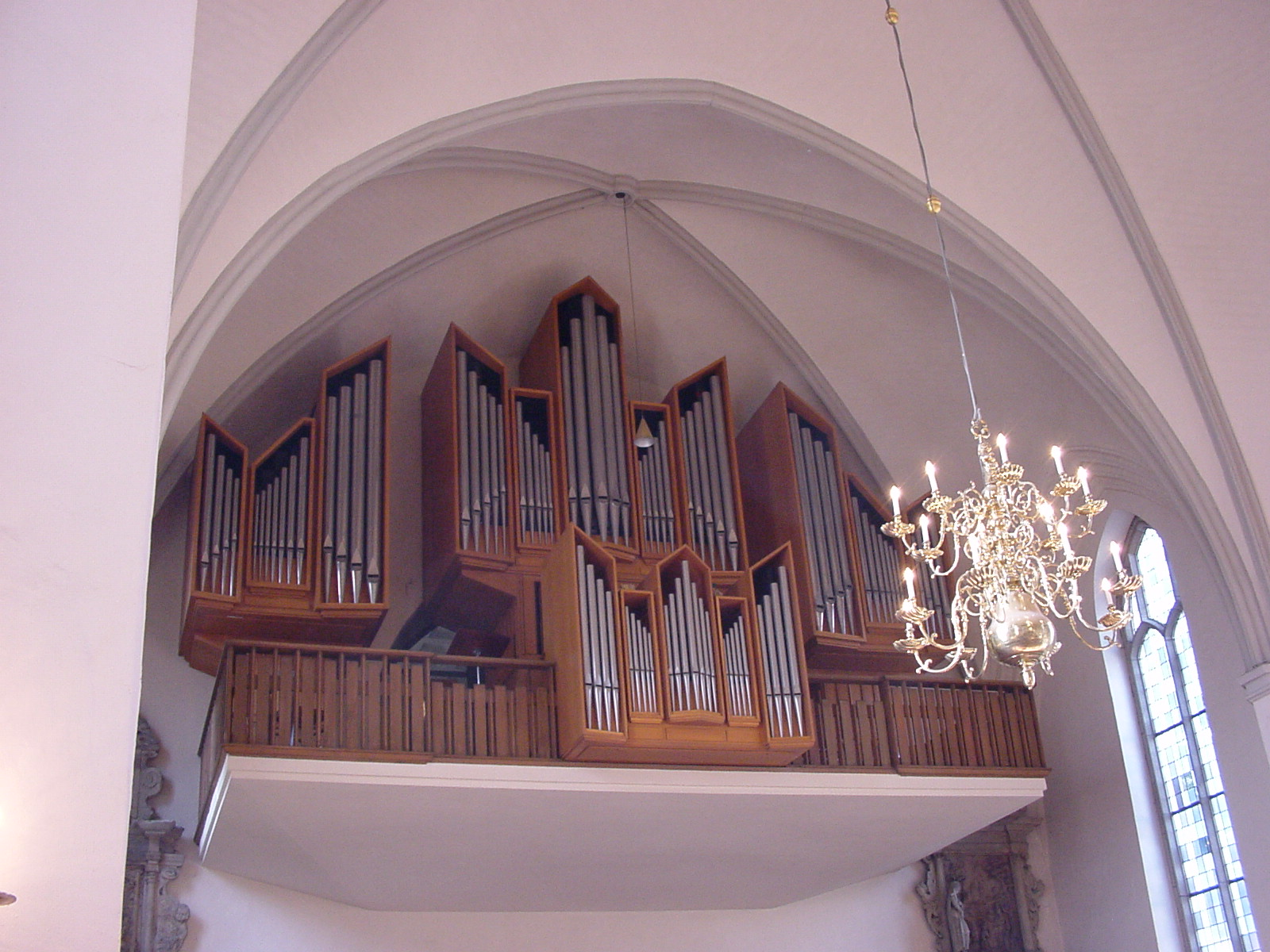
Orgel

Die neobarocke Orgel wurde von der Werkstatt Emil Hammer Orgelbau 1965 gebaut und von OBM Jörg Bente 2011 / 2012 generalüberholt und neu intoniert. Sie hat 34 Register auf drei Manualen und Pedal. Die Spieltrakturen sind mechanisch, die Registertrakturen sind elektrisch.
| I Rückpositiv C–g3 |     |
| Gedackt            | 8′  |
| Prinzipal          | 4′  |
| Blockflöte         | 4′  |
| Gemshorn           | 2′  |
| Sesquialtera II    |     |
| Oktave             | 1′  |
| Scharff IV         |     |
| Rankett            | 16′ |
| Krummhorn          | 8′  |
| Tremulant          |     |

| II Hauptwerk C–g3 |       |
| Bordun            | 16′   |
| Prinzipal         | 8′    |
| Rohrflöte         | 8′    |
| Oktave            | 4′    |
| Quinte            | 2 ⁄3′ |
| Oktave            | 2′    |
| Mixtur V-VI       |       |
| Trompete          | 8′    |

| III Brust-Schwellwerk C–g3 |        |
| Holzgedackt                | 8′     |
| Rohrflöte                  | 4′     |
| Nasat                      | 2 ⁄3′  |
| Prinzipal                  | 2′     |
| Terz                       | 1 3⁄5′ |
| Quinte                     | 1 ⁄3′  |
| Zimbel III                 |        |
| Regal                      | 8′     |
| Tremulant                  |        |

| Pedal C–f1 |     |
| Subbass    | 16′ |
| Prinzipal  | 8′  |
| Gedackt    | 8′  |
| Oktave     | 4′  |
| Nachthorn  | 2′  |
| Mixtur V   |     |
| Posaune    | 16′ |
| Trompete   | 8′  |
| Klarine    | 4′  |

- Koppeln: I/II, III/II, I/P

### Glocken
Das Geläut besteht aus vier Kirchenglocken des Glockengießers Friedrich Wilhelm Schilling aus dem Jahr 1961. Sie erklingen in der Schlagtonfolge e1–gis1–h1–cis2. Im gleichen Jahr goss er zwei Schlagglocken (e2 und gis2) zur vorhandenen alten Schlagglocke (h2), die noch aus der Schlosskirche stammt. Nach Lärmbeschwerden fungiert nur die größere Schlagglocke als Viertelstundenschlag, der Stundenschlag erfolgt über die kleinste Läuteglocke. Der Große David (a0) war ursprünglich von Pastor David Meyer für die Kreuzkirche gestiftet worden und gelangte erst nach dem Zweiten Weltkrieg in die Marktkirche. Auch die Georgenglocke (cis1) und die größere Viertelstundenglocke (cis1) hängen nun im Turm der Marktkirche.

## Persönlichkeiten
- Rupert Erythropel (1556–1626); der Pastor und Ahnherr einer der ältesten hannoverschen Gelehrtenfamilien,[4] den Erythropels, war 1586 bis 1596 an der Kreuzkirche tätig.[5]
- David Meyer (1572–1640), der Dichter und Chronist war 1599–1609 Pastor der Kreuzkirche, initiierte die „Kreuzkirchenbibliothek“, stiftete die Glocke „Großer David“.[6]
- Hermann Klose (* 1858 in Hamburg; † 1940 in Schwerin) war von 1889 bis 1907 Organist der Kreuzkirche

## Kreuzkirchenviertel

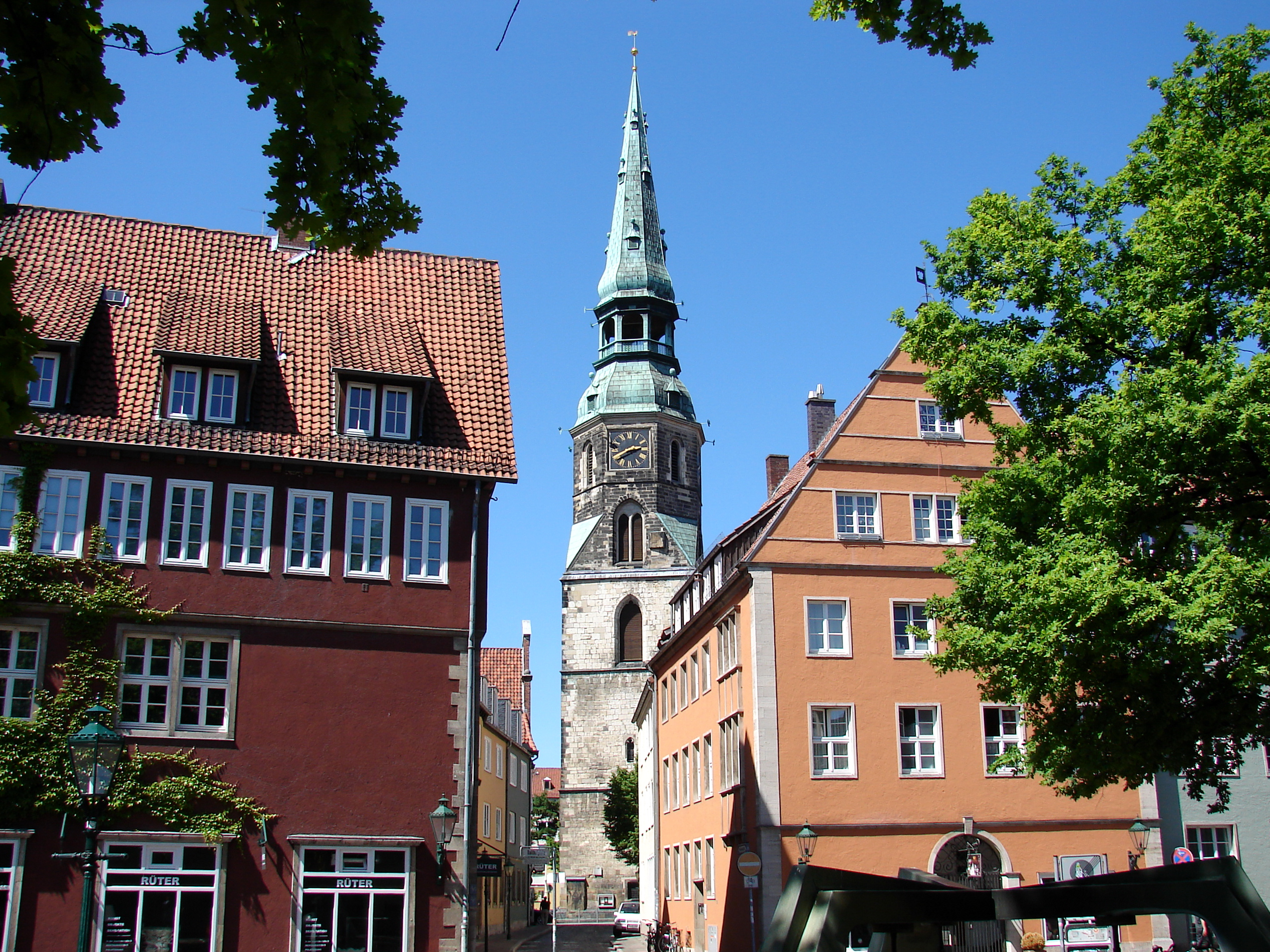
Blick in die Kreuzstraße

Um die Kreuzkirche entstand 1949–1951 das Kreuzkirchenviertel. Das Viertel wurde an Stelle der im Zweiten Weltkrieg völlig zerstörten Häuser neu errichtet. Dazu schlossen sich die Besitzer der Grundstücke zu einer Aufbaugenossenschaft zusammen. Die zuvor sehr kleinteilig parzellierten und eng bebauten Grundstücke wurden neu aufgeteilt und mit viel Grün- und Gartenflächen neu bebaut.